# Vanessa Guzmán
Pour les articles homonymes, voir Guzmán.
Vanessa Guzmán Niebla (née le 19 octobre 1976 à Ciudad Juárez, Chihuahua) est une actrice mexicaine, anciennement lauréate du concours de beauté Nuestra Belleza Mexico (Miss Mexique) 1995. Elle représenta son pays lors de Miss Univers 1996.

## Biographie
Vanessa Guzmán Niebla remporta le titre Nuestra Belleza Chihuahua en 1995. La même année, elle remporta le concours de beauté national, Nuestra Belleza Mexico, lui donnant à accès à la compétition de Miss Univers 1996. Elle se classa cinquième de cette compétition internationale.
Après sa belle participation, elle se vit offrir plusieurs offres pour le petit écran. Elle accepta de coprésenter Al Ritmo de la Noche avec Jorge Ortiz de Pinedo. En 1998, elle apparut au cinéma dans 16 en la lista de Rodolfo Rodobertti. Puis elle débuta une carrière d'actrice de telenovela avec Tres Mujeres, Carita de Ángel ou Siempre te Amaré. En 2006, elle s'installa en Argentine, où elle tourna dans la telenovela Amor Mío.
Entre autres activités, elle joua dans la radionovela La Herencia, et fit la couverture du magazine H para Hombres.
Vanessa Guzmán fut mariée à l'acteur Eduardo Rodríguez (es) avec qui elle a eu un fils. Elle est actuellement mariée à l'acteur uruguayen Uberto Bondoni dont elle a également eu un fils en 2008.

## Filmographie

### Films
- 1998 : 16 en la lista de Rodolfo Rodobertti : Denisse

### Telenovelas
- 1998 : Camila
- 1998 : ¿Qué nos pasa?
- 1999 : Tres mujeres
- 2000 : Siempre te amaré
- 2000 : Amigos X siempre
- 2001 : Aventuras en el tiempo
- 2001 : Carita de ángel
- 2002 : Mujer, casos de la vida real
- 2002 : Entre el amor y el odio
- 2004 : Amar otra vez
- 2005 : Alborada
- 2006 : Amor mío
- 2009 : Atrévete a soñar
- 2012 : Infames